# Sandersleben (Anhalt)
Sandersleben (Anhalt) is een ortsteil van de stad Arnstein in de Duitse deelstaat Saksen-Anhalt. De plaats ligt in het heuvellandschap ten oosten van de Harz en was tot 1 januari 2010 een zelfstandige gemeente.